# Шарапов, Эдуард Прокофьевич
Эдуард Прокофьевич Шарапов (18 марта 1932, Воронеж — 8 марта 2012, Москва) — советский разведчик, полковник КГБ, историк внешней разведки, писатель, кандидат исторических наук.

## Биография
Родился 18 марта 1932 года в Воронеже. Отец — военнослужащий, мать — домохозяйка. В 1934 году семья переезжает на постоянное место жительства в город Ярославль.
В 1950 году окончил среднюю школу в Ярославле и в том же году поступил на историко-филологический факультет Ярославского государственного педагогического института (ныне — Ярославский государственный педагогический университет им. К. Д. Ушинского).
В 1955 году поступает на службу в Комитет государственной безопасности СССР (КГБ). Занимается контрразведывательной работой на Ярославской железной дороге.
В ходе работы в 1960 году в Ярославле встречался с бывшим депутатом II, III и IV Государственных дум, политиком-монархистом, принявшим отречение Николая II, Василием Шульгиным. Проводил для него экскурсию по городу. Затем переходит на работу в Первое главное управление КГБ СССР (сейчас — Служба внешней разведки, СВР), и переезжает в Москву.
Специализировался на германском направлении. Совершил несколько длительных зарубежных командировок:
- 1965—1970 годы — командировка в Потсдам (ГДР). Во время работы в Потсдаме стал первым сотрудником КГБ, встретившим на границе ГДР советского разведчика Джорджа Блейка, бежавшего из тюрьмы Уормвуд-Скрабс в Великобритании, с которым затем поддерживал дружеские отношения в течение всей жизни.
- 1972—1974 годы — командировка в Гамбург (ФРГ).
- 1978—1980 годы — командировка в Берлин (ГДР).

В конце 1970-х годов начал литературную деятельность. В основном писал художественные книги о советских разведчиках, основанные на реальных событиях.
В самом начале своей литературной деятельности познакомился с советской разведчицей и писательницей Зоей Воскресенской, которая стала его проводником и наставником в литературном мире. До конца жизни Воскресенской поддерживал с ней самые тёплые отношения, называл мамой.
Похоронен на Троекуровском кладбище в Москве.

## Семья
- Жена — Шарапова Зоя Васильевна (род. в 1933 году);
- Дочь — Мартынова Ольга Эдуардовна (род. в 1957 году);
- Сын — Шарапов Максим Эдуардович (род. в 1968 году).

## Творчество
Первая книга Э. П. Шарапова «Рот Фронт!» вышла в соавторстве с Игорем Минутко в 1987 году в издательстве «Молодая гвардия» и была посвящена лидеру немецкого коммунистического движения Эрнсту Тельману. Готовя книгу, много работал в советских и немецких архивах. Книга с дарственной Эдуарда Шарапова была передана в дар Ленинградском областной детской библиотеке вдовой Радия Погодина.
Затем сосредоточился на написании книг о советской разведке. В частности, издал совместную книгу с Зоей Воскресенской «Тайна Зои Воскресенской». Книга состоит из двух самостоятельных книг: З. Воскресенская «Теперь я могу сказать правду» и Э. Шарапов «Две судьбы».
В середине 1980-х годов знакомится с советским разведчиком, организатором убийства Льва Троцкого Павлом Судоплатовым. Результатом знакомства и многолетнего общения стали несколько книг, основанных на воспоминаниях Павла Судоплатова и архивных документах. В частности, в 2004 году в издательстве «Яуза» вышла книга Э. П. Шарапова «Судоплатов против Канариса».
Э. П. Шарапов — один из авторов шеститомника «История российской внешней разведки» (тома 3-5), за что был в числе других авторов награждён Премией Службы внешней разведки Российской Федерации в области литературы и искусства за 2006 год.
Также сотрудничал с газетой «Красная звезда», где публиковал очерки об истории разведки и разведчиках.

### Произведения
- Шарапов Э. П., Минутко И. А. «Рот фронт!»: Э. Тельман. Страницы жизни. — М.: «Молодая гвардия», 1987. — 205 с. — (Пионер - значит первый). — 100 000 экз.[4]
- Воскресенская З. И., Шарапов Э. П. Две жизни // Тайна Зои Воскресенской. — М.: ОЛМА-пресс, 1998. — 446 с. — (Досье). — 30 000 экз. — ISBN 5-87322-877-9.. В сборник вошли две книги: «Теперь я могу сказать правду» З. Воскресенской и «Две жизни» Э. Шарапова[2].
- Шарапов Э. П. Наум Эйтингон — карающий меч Сталина. — СПб.: ИД «Нева», 2003. — 187 с. — 5 000 экз. — ISBN 5-7654-3121-6.[4]
- Шарапов Э. П. Судоплатов против Канариса: секреты без грифа "Секретно". — М.: «Яуза», 2004. — 352 с. — (Тайная война). — 5 000 экз. — ISBN 5-699-05705-6.[5]
- Степанков В. Н., Киселёв А. В., Шарапов Э. П. Чекисты Сталина. — СПб.: ИД «Нева», 2006. — 640 с. — 2 000 экз. — ISBN 5-7654-4606-X.
- Ермаков Н. А., Журавлёв Ю. И., Колбенев Э. К., Костромин Л. П., Косюков Ю. Л., Кузиков В. А., Орлов Г. А., Шарапов Э. П., Юринов Б. Д. и др. «История российской внешней разведки»: Очерки: В 6 т. / гл. ред. Е. М. Примаков. — М.: Международные отношения, 2006, — 5 000 экз.[6][4]
  - Том 1: От древнейших времен до 1917 года. — 2014. — 236, [1] с., [16] л. ил., портр., факс.; ISBN 978-5-7133-1453-8.
  - Том 2: 1917—1933 годы. — 2014. — 269, [1] с., [16] л. портр., факс.; ISBN 978-5-7133-1456-9
  - Том 3: 1933—1941 годы / — 2014. — 500, [1] с., [16] л. ил., портр., факс.; ISBN 978-5-7133-1297-8
  - Том 4: 1941—1945 годы / [А. И. Байдаков и др. ; гл. ред. В. И. Трубников]. — 2014. — 694, [1] с., [16] л. ил., портр., факс.; ISBN 978-5-7133-1473-6
  - Том 5: 1945—1965 годы. — 2014. — 762, [1] с., [8] л. ил., портр., факс. : ил.; ISBN 978-5-7133-1455-2
  - Том 6: 1966—2005 годы / В. С. Антонов и др. ; гл. ред. С. Н. Лебедев]. — 2014. — 259, [1] с., [8] л. ил., портр., факс.; ISBN 978-5-7133-1451-4

## Награды и премии
- Медаль «Ветеран Вооружённых Сил СССР»
- Медаль «В ознаменование 100-летия со дня рождения Владимира Ильича Ленина»
- Премия Службы внешней разведки Российской Федерации. «Отечество, доблесть, честь» (2006 г.) как соавтору энцикл. издания «История российской внешней разведки»: Очерки: В 6 т. М., 2006 (см. Библиографию)[3].